# 무당버섯과

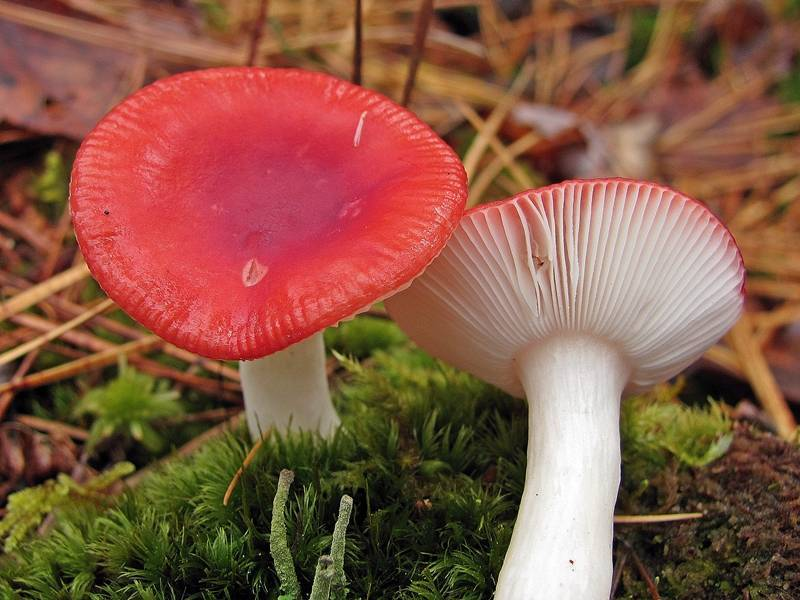
무당버섯

무당버섯과(Russulaceae)는 무당버섯목에 속하는 다양한 균류군으로, 대략 1,900종이 알려져 있으며 전 세계적으로 분포되어 있다. 이들은 일부 식용 종을 포함하는 잘 알려진 버섯 형성 곰팡이인 브리틀주름(brittlegills)과 밀크캡(milk-caps)으로 구성된다. 이 주름 버섯은 자실체가 부서지기 쉬운 것이 특징이다.
이러한 전형적인 아가리코이드 형태에 더하여, 이 과에는 옆으로 줄무늬가 있는(플루로토이드), 닫혀 있는(세코티오이드 또는 가스스테로이드) 또는 껍질 같은(코티시오이드) 자실체를 가진 종들이 포함되어 있다. 분자계통발생학은 매우 다른 자실체 유형을 가진 종들 사이에 밀접한 유사성을 입증했으며 새롭고 뚜렷한 계통을 발견했다.